# Delnitá (Einheit)
Delnitá war eine rumänische Flächeneinheit in der Walachei.
- 1 Delnitá = 45 Stânjeni pătrati (Quadratklafter) = 2880 Palme pătrati = 288 000 Degete pătrati = 174,02 Quadratmeter